# نيترو+
نيتروبلس (باليابانية: 株式会社ニトロプラス) (يُزيَّن nitro+) والمعروفة سابقاً بإسم "OKStyle" هي شركة تطوير روايات مرئية يابانية، يقع مقرها في تايتو في طوكيو باليابان. وقد طورت الشركة العديد من الروايات المرئية بما في ذلك روايات مصنفة على أنها إيروجي. تعاونت الشركة أيضًا مع شركة تطوير الألعاب Type-Moon لإنشاء سلسلة الروايات الخفيفة فيت/زيرو. عادةً ما تحتوي أعمالهم على موضوعات سوداوية مثل إحياء الموتى والاغتصاب والقتل. لديهم أيضاً فرع للشركة يسمى Nitro+chiral، والذي يركز على الروايات المرئية التي تصنف على أنها ياوي (حب بين الذكور). الكتّاب المتحالفون مع الشركة، مثل غين أوروبوتشي، ساهموا أيضاً في العديد من أعمال المانجا والأنمي والروايات وأعمال التلفزيون.

## قائمة الأعمال
- فانتوم: ريكوييم فور ذا فانتوم (فبراير 25, 2000)
- Vampirdzhija Vjedogonia (يناير 26, 2001)
- Kikokugai: The Cyber Slayer (مارس 29, 2002)
- "Hello, world." (سبتمير 27, 2002)
- Zanma Taisei Demonbane (ابريل 25, 2003)
- Saya no Uta (ديسمبر 26, 2003)
- Phantom INTEGRATION (سبتمبر 17, 2004)
- Angelos Armas -Tenshi no Nichou Kenju- (يناير 28, 2005)
- Jingai Makyō (يونيو 24, 2005)
- Hanachirasu (سبتمبر 30, 2005)
- Sabbat Nabe (ديسمبرr, 2005)
- Dra†KoI (قبراير 3, 2006)
- Kishin Hishou Demonbane (مايو 26, 2006)
- Gekkō no Carnevale (يناير 26, 2007)
- Zoku Satsuriku no Django -Jigoku no Shoukinkubi- (يوليو 27, 2007)
- Sumaga (سبتمبر 26, 2008)
- Sumaga Special (يونيو 26, 2009)
- Full Metal Daemon: Muramasa (أكتوبر 30, 2009)
- Axanael (ديسمبر 17, 2010)
- SoniComi (نوفمبر 25, 2011)
- Phenomeno (يونيو 16, 2012)
- Guilty Crown: Lost Christmas (يوليو 27, 2012)
- Kimi to Kanojo to Kanojo no Koi (يونيو 28, 2013) (Officially localized as You and Me and Her: A Love Story)
- Expelled from Paradise (نوفمبر 15, 2014)
- Nitroplus Blasterz: Heroines Infinite Duel (ابريل 30, 2015, developed by Examu)
- Tokyo Necro (يناير 29, 2016)
- Minikui Mojika no Ko (يوليو 27, 2018)
- Smile of the Arsnotoria (مارس 4, 2021)

### أعمال نيتروبلس معميجز.
- Chaos;Head (April 25, 2008)
- Chaos;Head Noah (February 26, 2009)
- ستاينز;غيت (October 15, 2009)
- Chaos;Head Love Chu Chu! (March 25, 2010)

### أعمال نيتروبلس معDMM.com.
أصدرت نيتروبلس وشركة DMM لعبة متصفح ويب تسمى Touken Ranbu في يناير 2015، والتي تعد اعتباراً من مارس 2015 واحدة من أكثر ألعاب DMM شعبية، وتأتي في المرتبة الثانية بعد مجموعة Kantai Collection الشهيرة إلى حد كبير.

### أعمال من فرعنيتروبلس كيرال.
نيترو كيرال تركز على العاب الحب بين الذكور.
- Togainu no Chi (February 25, 2005/May 29, 2008)
- Lamento -Beyond the Void- (November 10, 2006)
- Sweet Pool (December 19, 2008)
- دراماتيكال مردر (March 23, 2012)
- DRAMAtical Murder re:connect (April 26, 2013)
- Slow Damage (February 25, 2021)

## روابط خارجية
- نيترو+ على موقع ANN company (الإنجليزية)

الموقع الرسمي 